# Окегем, Йоханнес
Йоха́ннес О́кеге́м (Johannes Ockeghem; варианты написания — Okeghem, Hocquegam, Ockenheim и др.; около 1425, Сен-Гилен, близ Монса — 6 февраля 1497, Тур) — фламандский композитор, крупный представитель нидерландской школы.

## Жизнь
Точная дата рождения Окегема неизвестна, называются 1410 и 1425 годы. По некоторым свидетельствам, в год смерти (1497) он был уже глубоким старцем. Долгое время местом рождения Окегема считался небольшой город Дендермонде в Восточной Фландрии (часть современной Бельгии), входившей в состав герцогства Бургундского.
Обучался в метризе собора Нотр-Дам в Антверпене. С 24 июня 1443 года по 24 июня 1444 года пел в этом соборе под руководством Й. Пюллуа.
В 1446—1448 годах Окегем — певчий капеллы герцога Карла I де Бурбона в Мулене (Франция). С 1452 года и до конца жизни Окегем руководил капеллой французского королевского двора.
С 1456 года Окегем — королевский советник и казначей богатой коллегиатской церкви Св. Мартина в Type (не сохранилась). В 1460-х годах в этой важнейшей для музыки XV века церкви Франции работал Антуан Бюнуа.
Служа французскому двору (королям Карлу VII и Людовику XI), Окегем занимал должность каноника Собора Парижской Богоматери (1463—1470) и церкви Св. Бенуа.
Известно, что Окегем в 1470 году посетил Испанию.
Очень мало известно о жизни Окегема после смерти Людовика XI (1483 год). Он продолжал выполнять обязанности капельмейстера королевского двора, видимо до 1488 года. В 1484 году он ездил во Фландрию, в Брюгге.
Вероятно, Окегем учился у Жиля Беншуа и тесно общался с ним. В 1460 году он написал «плач» на смерть Беншуа.
Окегем был связан с придворной капеллой герцогов Бургундии, где работали Антуан Бюнуа и Гийом Дюфаи. Бюнуа написал мотет в честь Окегема до 1467 года, так что, вероятно, он хорошо знал Окегема.
Вскоре после кончины Окегема его коллега по придворной капелле, поэт Гийом Кретен написал обширный «Плач» (Déploration), в котором персонифицированная Музыка называет Окегема своим сыном и сравнивает его с «жемчужиной». Мифологические и библейские персонажи, дружно оплакивающие Окегема, воздают ему хвалу: Орфей именует Окегема «цветком музыкантов», Пан — «музыкальным столпом» (pillier de musique), «первый музыкант» Иувал (Tubal [sic]) признаёт, что Окегем познал «все секреты изысканности» (tous les secretz de la subtilité), а великие усопшие композиторы (Дюфаи, Данстейбл, Беншуа, Бюнуа, Хайне ван Гизегем и др.) приветствуют вновь прибывшего пением и игрой на музыкальных инструментах.

## Творчество
Хотя музыкальный стиль Окегема существенно отличается от стиля композиторов предыдущего поколения, всё-таки он приобрёл основные навыки у них, поэтому его можно считать связующим звеном между первым поколением нидерландской школы и композиторами следующих поколений, Якобом Обрехтом и Жоскеном Депре.
В творчестве Окегема представлены все жанры, характерные для нидерландской школы: месса, мотет и многоголосная песня на французском языке (шансон). Важнейшим жанром для него оказывается месса, он проявил себя как выдающийся полифонист. Музыка Окегема динамична, мелодическая линия движется в широком диапазоне, имеет широкую амплитуду. Вместе с тем для Окегема характерны плавность интонации, чистейшая диатоника, старинное ладовое мышление. Поэтому музыку Окегема часто характеризуют как «направленную в бесконечность», «парящую» в несколько отрешённой образной среде. В отличие от музыки Дюфаи, она меньше связана с текстом, богата распевами, импровизационна, экспрессивна.
Окегем часто включает в свои произведения имитации и каноны. Вместе с имитациями в приму и октаву, он использует кварту и квинту, большинство имитаций двухголосные, но встречаются трёхголосные, четырёхголосные и пятиголосные. Для полифонистов XVI века будет характерна сплошная имитационность, Окегем намечает эту перспективу. Канону как форме и принципу полифонического движения композитор уделяет особое внимание.

### Мессы

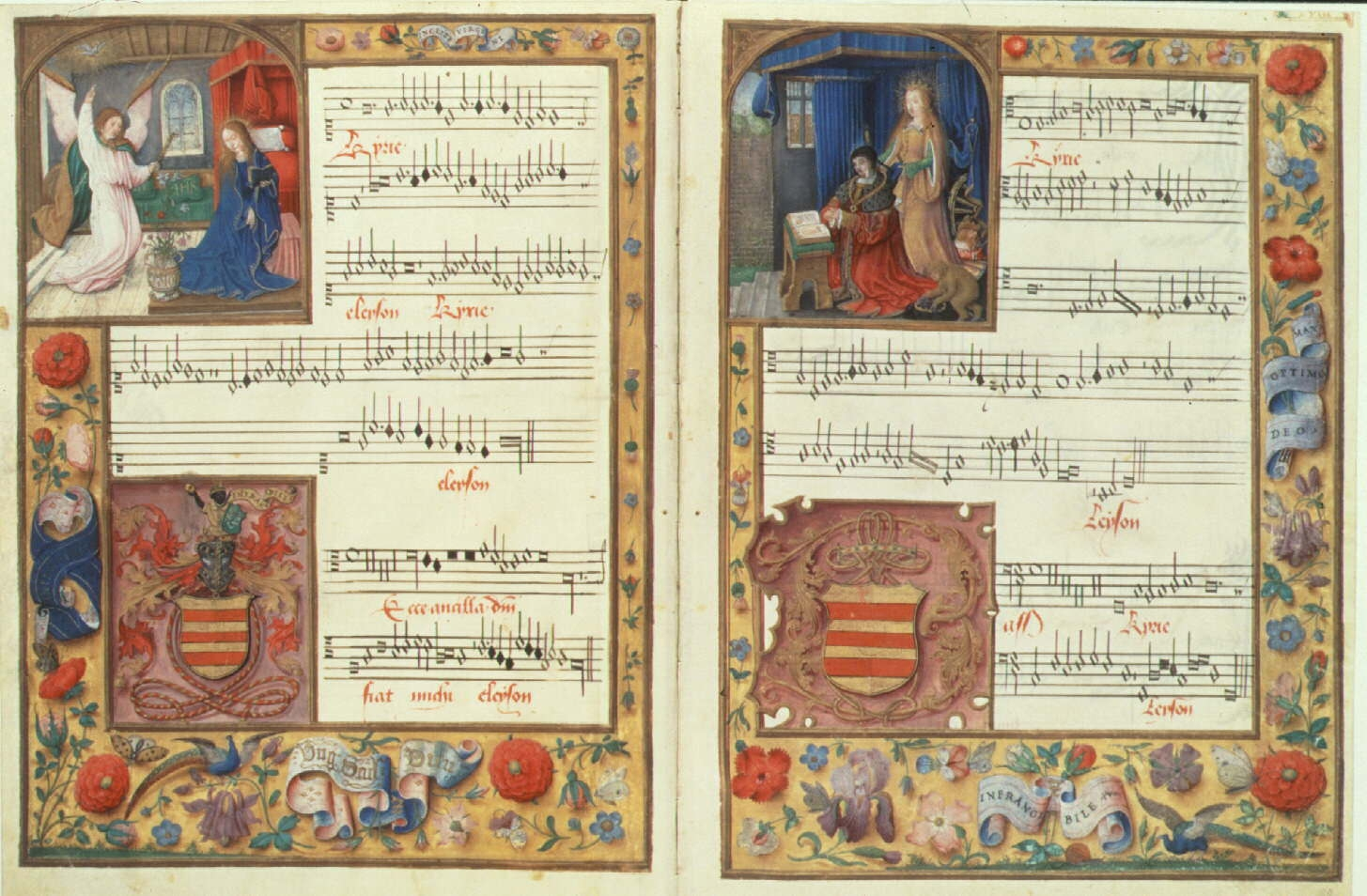
Рукопись с мессой Окегема Ecce ancilla Domini

Тринадцать месс Окегема сохранились в иллюминированной рукописи XV века, известной под названием «Chigi codex».
Среди месс преобладают четырёхголосные, есть две пятиголосные и одна восьмиголосная. В качестве тем месс Окегем использует безымянные популярные («L’homme armé», «Fors seulement») и авторские — чужие (например, Беншуа в «De plus en plus») и свои собственные («Ma maistresse») — мелодии. Месса «Caput» написана на заключительный мелизм (на слове «caput») сарумского антифона «Venit ad Petrum», (на текст Евангелия от Иоанна; Ин. 13:6—9). Есть мессы и без заимствованных тем («Quinti toni», «Sine nomine», «Cujusvis toni»).
Месса пролаций (Missa prolationum) полностью каноническая. В пяти её основных частях всего 15 разделов, и каждый из них начинается пропорциональным каноном. Окегем располагает каноны в первых десяти разделах мессы таким образом, что интервал между вступлениями голосов последовательно увеличивается от примы, секунды, терции и т. д. до октавы.
Месса любого тона (Missa cujusvis toni) интересна тем, что одну и ту же музыку композитор предлагает исполнять в любом ладу: дорийском, фригийском, лидийском или миксолидийском. Переход в «любой тон» означает не транспозицию в другую тональность, а именно иной лад. При этом меняются соотношения между звуками и их функциями в ладу, что сообщает звучанию совершенно новые свойства.

### Мотеты и шансон

Зашифрованный тенор мотета «Ut heremita» (фрагмент), с символической подтекстовкой «Exspecto donec veniat immutatio mea». Текст на нотоносце образуется сочетанием выписанных слогов с гексахордовыми функциями нот: O ve[re sol la]bes [fa(l)la]ces [sol-ut? ut re-mi-](t)te[re sol]es, ergo [la]psoque [re]o [mi]se[re-re]; выписанные прописные буквы (часть текста) выполняют функцию знаков мензуры (которая меняется по ходу мотета). Текстовая инструкция под нотоносцем гласит: Canon in utraque parte. Quamlibet inspicias notulam qua clave locetur, tunc denique socios in eadem concine (concione?) tentos, и т. д.

Мотеты и шансон Окегема непосредственно примыкают к его мессам и отличаются от них главным образом своими масштабами. Среди мотетов есть пышные, праздничные произведения, а также более строгие духовные хоровые сочинения.
Тексты мотетов Окегема, как правило, посвящены Богородице: «Intemerata Dei Mater» («Чистая Матерь Божия»), «Ave Maria», «Salve Regina» и т. д. Тенор (четырёхголосного) мотета «Ut heremita solus» («Как одинокий отшельник») дан в зашифрованном виде. Руководствуясь скупыми и весьма двусмысленными словесными «инструкциями» (на латинском языке), приложенными к этому тенору, певчий должен расшифровать его сам, на основе хорошего владения техникой мутации. Поскольку полного (поэтического) текста нет, предполагается необычная для мотета вещь, а именно что он предназначался для ансамбля инструментов.
Наиболее известен праздничный благодарственный мотет «Deo gratias» (авторство Окегема ныне оспаривается), написанный для четырёх девятиголосных составов и потому считающийся 36-голосным. В действительности он состоит из четырёх девятиголосных канонов (на четыре разные темы), которые следуют один за другим с небольшими наложениями начала следующего на заключение предыдущего. В местах наложения звучат 18 голосов, реального 36-голосия в мотете нет.
Песни Окегема гораздо более полифоничны, чем песни Беншуа и даже Дюфаи, в них мало танцевальности, лёгкости, «камерности». Динамика больших мелодических волн, внеличностный характер образности и общий склад a cappella сближает их с мессами и мотетами. Лиризмом выделяется песня «Malheur me bat», ставшая вместе с «Fors seulement» очень популярной и послужившая основой для многоголосных сочинений современников Окегема. Кроме них, ныне часто исполняют шансон «Ma maistresse» («Моя госпожа») и «Prenez sur moi vostre exemple amoureux» (представляет собой трёхголосный канон).
Политекстовое сочинение «Mort tu as navré de ton dart / Miserere», известное также как «Плач на смерть Беншуа», совмещает в себе признаки мотета и баллады и символически заканчивается фразой из секвенции Dies irae.

## Рецепция
Музыкальный стиль Окегема оказал влияние, прежде всего, на его талантливых последователей, Жоскена Депре и Пьера де ла Рю. Жоскен Депре не только сочинил (знаменитый) «Плач на смерть Окегема» («Déploration sur la mort de Jean Ockeghem», на французские стихи Жана Молине), но и неоднократно использовал тематический материал Окегема в качестве основы собственной многоголосной композиции. Шансон Окегема «D’ung aultre amer» он задействовал в своей одноимённой мессе, в отдельном Sanctus’е, в мотетах «Victimae paschali» и «Tu solus qui facis mirabilia». Помимо того, двойной мотет Жоскена «Alma Redemptoris mater/Ave regina caelorum» открывается точной цитатой одноимённого мотета Окегема.

## Список сочинений

### Мессы
- Caput a4
- Missa cujusvis toni (Месса любого тона) a4
- De plus en plus (на шансон Ж. Беншуа) a4
- Ecce ancilla Domini a4
- Fors seulement a5 (на материале собственного рондо)
- L’homme armé a4
- Ma maistresse (на материале собственного виреле) a4
- Mi—mi (или Missa quarti toni, Месса IV тона) a4
- Missa prolationum (Месса пролаций) a4
- Missa quinti toni (Месса V тона) a3
- Missa pro defunctis (Заупокойная месса; первый сохранившийся многоголосный реквием) a4
- Missa [sine nomine I] a3
- Missa [sine nomine II] a5
- Credo [sine nomine, или De village] a4

### Мотеты
- Alma redemptoris mater a4
- Ave Maria a4
- Intemerata Dei mater a5
- Salve Regina a4
- Mort, tu as navré / Miserere a4 (известен как Плач на смерть Жиля Беншуа, 1460),
- Ut heremita solus a4 (загадочный канон, возможно, ответ на «In hydraulis» А. Бюнуа)

### Светская музыка
Примечание: R = рондо, V = виреле
- Aultre Venus estés (R a3)
- Au travail suis (R a3)
- Baisiés moy dont fort (R a3)
- D’un autre amer (вар.: D’ung aultre amer; R a3)
- Fors seulement l’actente (R a3)
- Fors seulement contre (R a3)
- Il ne m’en chault plus (R a3)
- J’en ay dueil (R a3, a4)
- La despourveue et la bannie (R a3)
- L’autre d’antan (R a3)
- Les desléaulx ont la saison (R a3)
- Ma bouche rit (V a3)
- Ma maistresse (V a3)
- Prenez sur moi vostre exemple (каноническая шансон a3)
- Presque transi (V a3)
- Quant de vous seul (R a3)
- S’elle m’amera / Petite camusette (шансон a4)
- Se vostre cuer eslongne (R a3)
- Tant fuz gentement (V a3)
- Ung aultre l’a (R a3)

### Dubia
Существует целый ряд произведений, принадлежность которых Окегему ставится под сомнение. Некоторые анонимные шансон приписываются Окегему на основании схожести стиля.
- Месса «Le serviteur» a4
- Месса «Pour quelque paine» a4
- Канон «Deo gratias» a36 (9 четырёхголосных групп голосов)
- Рондо «Ce n’est pas jeu» (var.: Si mieulx ne vient) a3
- Рондо «Departés vous, Malebouche» a3
- Рондо (?) «Malheur me bat» a3. Из текста сохранился только указанный инципит. Другие кандидаты в авторы: Иоанн Мартини[англ.], Абертин Малькур[англ.]. Сохранилось также в анонимной контрафактуре (с полным текстом) «O Dieu d’amours et qu’as tu fait»
- Шансон «Tous les regretz» a3
- Рондо «Quant ce viendra» a3 (приписывается также А. Бюнуа)
- Мотет «Celeste beneficium» a5
- Мотет «Gaude Maria» a5
- Мотет «Miles mirae probitatis» a4
- Мотет-шансон «Permanent vierge / Pulchra es / Sancta Dei genitrix» a5
- Мотет-шансон «Resjois toy, terre de France / Rex pacificus» a4
- Мотет «Salve Regina II» a4